# ハンス・オフト
ハンス・オフト（Hans）ことマリウス・ヨハン・オフト（Marius Johan Ooft、1947年6月27日 - ）は、オランダ出身の元サッカー選手、サッカー指導者。選手時代のポジションはFW。ドーハの悲劇時の日本代表監督。

## 来歴
父親はアフリカ系黒人の移民。1947年、オランダのロッテルダムにて4男1女の末子として出生、幼少から身近な遊びであったサッカーに興じ1954年、オランダでプロサッカーリーグが発足しサッカーブームの熱にあたる。8歳時ローカルクラブのSVデ・ミュスヘンのユース（サッカーと柔道）に所属、15歳頃にはフェイエノールトからスカウトの声がかかる。この頃のポジションはセンター・フォワード。16歳、当時柔道ブームでサッカーか柔道かと悩んでいたがユースを追い出されシニアチームへと放り込まれる。この頃、サッカー観戦に来ていたマリヨと知り合いダンスに誘い実家に招かれるが父親がCVVクラブの会長と判明し仰天。1964年、17歳、高校を卒業してフェイエノールトと契約。19歳時に徴兵、1年半軍務に服す中、21歳以下軍チームの代表に選出。フェイエノールトでは、FWとしてプレー。24歳頃からコーチングの勉強を始め28歳の時に怪我で引退。
1976年にオランダユース代表（ユースサッカー育成プログラム担当）コーチに就任。日本との初めての接点はこのオランダユース代表スタッフ時代で、勝澤要（清水東高校）率いる日本高校選抜がヨーロッパ遠征をした際に紹介され世話をしたというもの。
1982年杉山隆一に招かれ当時日本サッカーリーグ (JSL) 2部のヤマハ発動機（現・ジュビロ磐田）2ヶ月間の短期コーチとしてオファーされ就任、1部昇格および天皇杯優勝に貢献。1984年に今西和男に招かれJSL2部のマツダSC（現・サンフレッチェ広島F.C）コーチに就任。2年目の1985年にJSL1部昇格に導くと1987年には監督に就任し天皇杯決勝へ導いた。しかし1987-88シーズンにクラブはJSL2部に降格し、オフトも監督を辞任した。
その後はオランダへ帰国し、FCユトレヒトのマネージング・ディレクターを務めていたが、1992年、外国人として初の日本代表監督に就任した。同年夏にダイナスティカップ優勝、秋のAFCアジアカップでは優勝に導き、日本国外で行われる国際的な大会で日本サッカー界初となるビッグタイトルをもたらした。この時の日本代表の頑張りがJリーグ開幕と相まって、マスメディアが大きく取り上げ社会現象ともなった。1993年に行われたワールドカップアメリカ大会アジア最終予選では国民の高い関心を呼び、毎試合驚異的な視聴率を記録。本大会出場にあと一歩のところまで迫りつつもイラクに同点ゴールを許し出場を逃した（ドーハの悲劇参照）。
その後、1994年からはJリーグのジュビロ磐田、1998年に京都パープルサンガ、2002年からは浦和レッズ監督を歴任。磐田では、チームを強豪に育て在任中は、何回か優勝争いに絡み、磐田退任後の翌年磐田は優勝した。京都では、大嶽、山田、森保、岩本、黒崎など積極的に補強したものの、結果を残すことが出来ずワールドカップ開催中に成績不振を理由に辞任。浦和監督時代の2003年にはナビスコカップを制覇。チームに初タイトルをもたらしたが、社長だった犬飼基昭と目指す方向性の違いにより、退任（事実上の解任)。その不満からか、ナビスコカップを制覇した試合後の記者会見にて退任を発表し話題を呼んだ。
その後はスペインに移住。定期的に来日して少年サッカーの指導などに関わりつつも、現場の第一線からは離れて悠々自適の生活を送っていたが2008年9月、途中解任された内山篤に代わって、J2降格の危機に陥っていたジュビロ磐田の監督に就任。磐田には12年ぶり、監督業自体にも5年ぶりの復帰となった。低迷するチーム状況下で守備的な戦術を敷いて戦ったが、降格圏を抜けるまでには行かず、シーズン16位となってベガルタ仙台 (J2) との入れ替え戦に回ることとなる。この入れ替え戦を通算成績1勝1分で勝利し、至上命令だったJ1残留を果たした。フロントからは2009年シーズンの続投も要請されたが、「新しい血を入れるべき」とフロント改革の必要性を説き、同年限りで再び監督業から退いた。
Jリーグ通算100勝の記録を持っており、これは2012年にネルシーニョに抜かれるまでJリーグの外国人監督としては最多であった。
2013年、日本代表やJリーグ各クラブでの監督を務めるなど日本サッカー発展に功績があった人物として、日本サッカー殿堂表彰が決定した。

## 特徴
日本代表監督時代には、戦術を理解させるためにシンプルなキーワードを多用した。守備面では「DF・MF・FWのスリーラインをコンパクトに保ち、選手間の距離を縮める（スモールフィールド）」、攻撃面では「ボール保持者の周りでトライアングル（三角形のパスコース）を作りながらパスを回す」「サイドアタックでピッチを広く使う」「FWのターゲットマンを活かす」、連携面では「コーチング（声掛け）やアイコンタクト（目線の合図）で意思疎通を行う」「タスク（役割）やディシプリン（規律）を守る」といった約束事を選手たちに教えた。
それらは特別な指導ではなく、オフトジャパンのキャプテンを務めた柱谷哲二は「ヨーロッパでは育成レベルでやっていることでした」と述べている。しかし、オフトが伝えた言葉によって「それまではっきりしなかったものが、明確に見えてくるようになった。チームとしてプレーのイメージを描けるようになっていました」「大きな変化としては、強い相手に対してもパスを回せるようになったことです」と述べている。オフトの言葉はサッカーブームを追い風として、メディアを通じて全国的に波及していった。
Jリーグのクラブの監督としてのオフトは、基本的にポジション毎の役割をはっきりさせて、良く言えば選手に難しく考えさせない基礎的なサッカーを、悪く言えば攻撃の場面でもリスクを背負わずに前に出る選手を少なめにするなど、消極的な戦術を選択していた。磐田や浦和ではMFがFWを追い越すことや、ワンツーパスを禁止することすらあった。これはFWが自由に動けるスペースをMFが消すことのデメリット、そしてFWとMFのポジション、バランスを選手自身に身につけさせるためでもあった。
また、レギュラーメンバーを固定させる傾向の強い監督でもある。日本代表監督時代はアメリカW杯最終予選直前に左サイドバックの都並敏史を怪我で欠き、バックアップメンバーをうまく固定させることができず、結果としてドーハの悲劇を生む遠因となる。その他浦和の監督時代は特に負けている場面でもなかなか選手交代をしない監督であり、交代枠を残したまま負ける試合もあるほどだった（両方とも当時のメンバーは、レギュラーとサブに力の差があったのも原因の一つであった）。しかし世代交代により黄金時代を支えたベテランが抜け、若手中心になっていた磐田への復帰後は、レギュラーとサブに力の差がなく積極的な選手交代をみせた。また若手の積極起用で成長を促し、磐田のJ1残留の原動力にもなった。
オフトが獲得したタイトルは、日本代表として AFCアジアカップ1992、アフロアジア選手権1993、浦和レッズとして初タイトルとなる2003年のナビスコカップなどがあり、磐田や浦和の後の黄金時代や日本のワールドカップ初出場の土台を作ったとも言える。一方、指導者としては優秀だが、負けている場面でも交代枠を残したまま試合を終える事も多々あった事から、生粋の勝負師ではなかったという見方もある。

## エピソード
- 1982年、TV解説者を務めていた川淵三郎（当時、日本サッカー協会強化委員長）が、ヤマハの試合の変化に驚き、調べた所オフトの指導と判明した。「日本人監督では限界がある」と分析し、1991年9月オランダにてオフトと会談。幹部会に提出したところ、デットマール・クラマーを招聘した時の言葉の壁や、サッカースタイルの違いに反対されるも「時代も変化しており鈴木徳昭という優秀な通訳もいるし、全責任を受け持つ」と食い下がり、これによりハンス・オフト日本サッカー代表監督として承認される。
- 代表監督就任会見では「私はW杯に日本代表を出場させるために監督に就任しました」と述べたが、日本サッカー冬の時代を過ごしてきた記者たちは耳を疑い、失笑を漏らす者もいたという。その後、代表が短期間で成長をみせるようになると、マスコミはオフトマジックと持ち上げた。
- ダイナスティカップ決勝の韓国戦では、試合前のロッカールームで韓国のスターティングメンバーが書かれた紙を丸めて床に叩きつけるというパフォーマンスをみせ、韓国へのコンプレックスを抱えていた選手たちを鼓舞した[6]。
- アメリカW杯アジア最終予選（ドーハの悲劇）から日本へ帰国直後、同予選でも対戦しアメリカW杯出場を決めたサウジアラビアから監督就任要請があったことを、NHK「日本サッカーの50年」番組内にて明かした。
- 日本代表監督時代、中心選手であったラモス瑠偉とはたびたび練習法や起用で衝突していた。オフトが練習中選手を呼ぶときの指笛にさえ、ラモスは「俺達はあんたの犬じゃないんだぞ!」とつっかかっていた。両人の確執が始まったのは就任当初の顔合わせの時に、通訳を介して「君とカズに自由は与えない」と告げ、それまで自由なゲームメーカーとして君臨していたラモスが「機械的にやれというのか」と受け取ったことによる。しかし後年オフト自身は通訳のミスであるとし、あくまで「日本代表は国の代表であり、全員に責任がある。特にラモスのような創造的な選手はその力をチームのために活かす責任を持つ」という趣旨であったとしている。
- オフトとラモスの対立は、選手個々の役割（タスク）やサイド攻撃を重んじるオフトと自由奔放な読売クラブ流の中央突破にこだわるラモスとのサッカー観の衝突でもあった[7][8]。ラモスの監督批判が雑誌に掲載され、オフトがラモスを呼んで事情を聴くという事件も起こり[9]、キャプテンの柱谷がラモスを説得する役割を負った。その後両者は互いに歩み寄り、ラモスはアジアカップが終わったころには「オフトを男にしたい」と公言していたという[10]。ラモス自身ものちに「野良犬みたいな俺まで抱え込んでくれて見捨てなかった。日本サッカーを強くしたのは間違いなくオフト。だから男にしたかった」と語っている現在では、尊敬する人として度々名前を挙げている[11]。

## 所属クラブ
- 1967年 - 1970年  SCフェーンダム
- 1970年 - 1974年  SCカンブール
- 1974年 - 1975年  SCヘーレンフェーン

## 指導歴
- 1976年 U-21サッカーオランダ代表 コーチ
- 1982年 ヤマハ発動機 コーチ
- 1984年 - 1987年 マツダSC コーチ（実質的には監督として指揮していた）
- 1987年 - 1988年 マツダSC 監督
- 1988年 - 1992年 FCユトレヒト マネージング・ディレクター
- 1992年5月 - 1993年10月 日本代表 監督
- 1994年 - 1996年 ジュビロ磐田 監督
- 1998年2月 - 1998年6月 京都パープルサンガ 監督
- 2002年2月 - 2003年 浦和レッズ 監督
- 2008年9月 - 2008年12月 ジュビロ磐田 監督

## タイトル

### 指導者時代
日本代表
- AFCアジアカップ:1回（1992）
- ダイナスティカップ:1回（1992）
- アフロアジア選手権:1回（1993）

浦和レッズ
- Jリーグカップ:1回（2003）

## 書籍
- 「日本サッカーの挑戦」徳増浩司訳、講談社、1993年9月刊　ISBN 4062063638
- 「Coaching―ハンス・オフトのサッカー学」大原裕志との共著、小学館、1994年12月刊　ISBN 4091023134